# 平湖南站

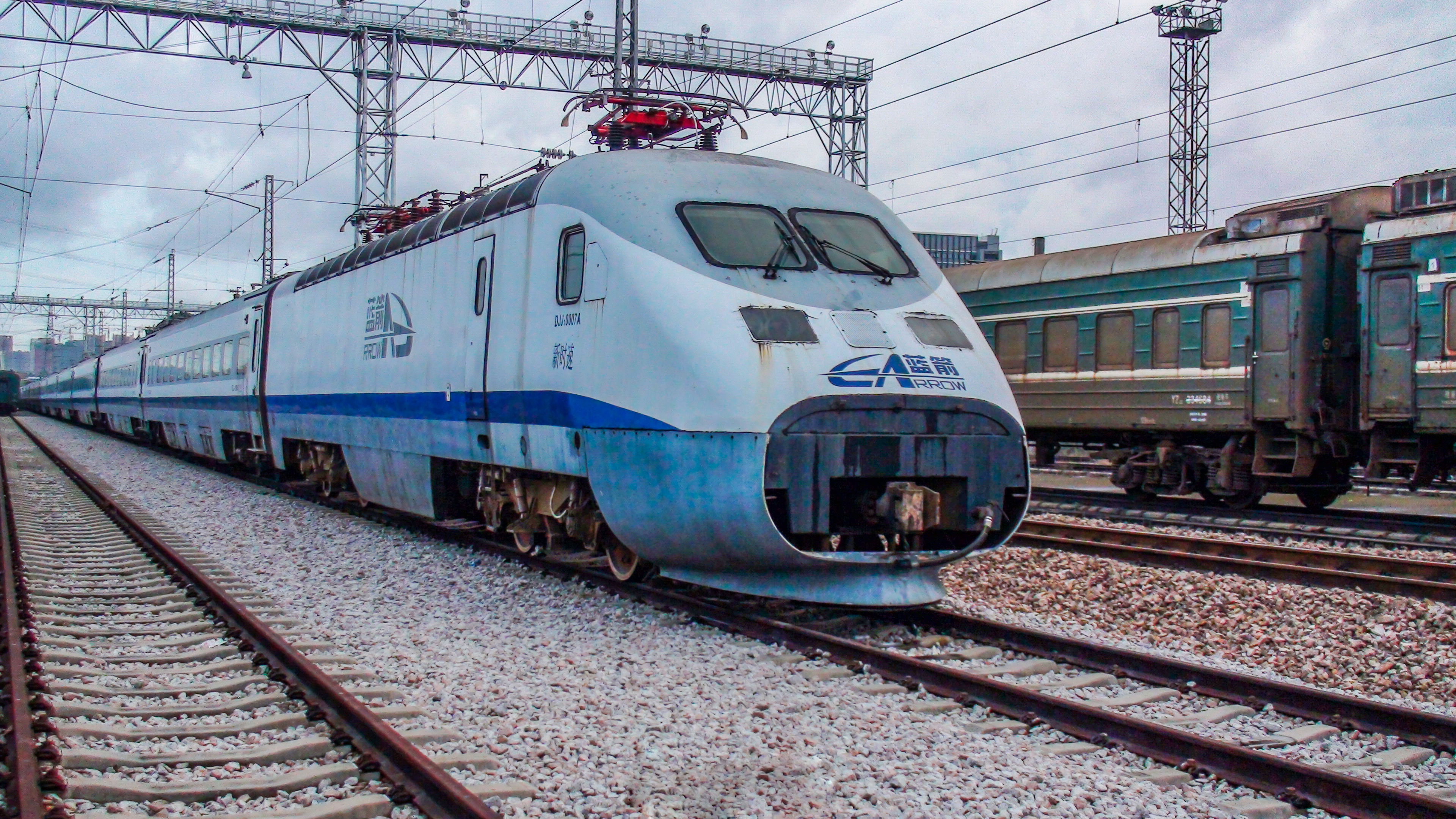
新时速-蓝箭动车组封存于平湖南站

平湖南站位于中華人民共和国广东省深圳市龙岗区平湖街道，是深圳市境内四大铁路货运编组站之一。平湖南站始于1996年1月正式动工，1997年6月30日提前一年完成工程，1997年10月28日正式投入使用，是京九铁路的配套项目之一，连接了京九铁路、广深铁路、平盐铁路和平南铁路，还设置了平湖南联络线连接广深铁路广州方向和厦深铁路厦门方向，使得广州东站直达潮汕站、汕头站、梅州西站或者厦门北站、福州南站的跨线动车组得以开行。编组站规模为单向二级四场、总投资6.1亿元，工程并获国家优质工程金奖。
2020年7月28日，位于车站附近的平湖南铁路货场正式开通运营。平湖南货场面积650亩，内设2条货物线，目前主要办理集装箱班列运输。